# Maierhof (Treuchtlingen)
Maierhof ist ein Wohnplatz in der Stadt Treuchtlingen im  mittelfränkischen Landkreis Weißenburg-Gunzenhausen.
Maierhof liegt auf der Gemarkung Auernheim und ist kein amtlich benannter Gemeindeteil, der Ort wird dem Gemeindeteil Schlittenhart zugerechnet.